# مارکو دل لونگو
مارکو دل لونگو (انگلیسی: Marco Del Lungo؛ زادهٔ ۱ مارس ۱۹۹۰) ورزشکار واترپلو اهل ایتالیا است.
وی در مسابقات کشوری و بین‌المللی در مجموع برندهٔ ۲ مدال برنز شده‌است.